# La Serena
La Serena je město v severním Chile. Je hlavním městem regionu Coquimbo. Ve městě žije přibližně 195 tisíc obyvatel.

## Historie
Město bylo založeno v roce 1544 a je tak druhým nejstarším městem v Chile po Santiagu.

## Partnerská města
- Campanario, Španělsko
- Castuera, Španělsko
- Hilo, Spojené státy americké
- Krakov, Polsko
- Madrid, Španělsko
- Millbrae, USA
- Tenri, Japonsko
- Tlalnepantla de Baz, Mexiko